# Harfiarz piękny

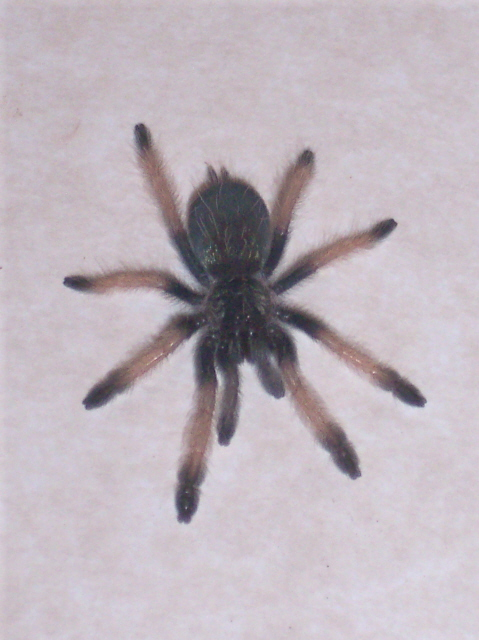
Osobnik młodociany

Harfiarz piękny, ptasznik piękny (Psalmopoeus pulcher) – gatunek pająka z infrarzędu ptaszników i rodziny ptasznikowatych. Zamieszkuje południową Amerykę Centralną i północną Amerykę Południową.

## Taksonomia
Gatunek ten opisany został po raz pierwszy w 1925 roku przez Aleksandra Pietrunkiewicza. Jako miejsce typowe wskazano Mount Hope w Panamie. W tej samej publikacji opisał ów autor również Psalmopoeus rufus. Ich synonimizacji dokonał w 2014 roku Ray Gabriel. W 2022 roku Yeimy Cifuentes i Rogéiro Bertani dokonali redeskrypcji gatunku i rewizji rodzaju.

## Morfologia
Samice osiągają do około 60 mm długości ciała i do około 130 mm rozpiętości odnóży, samce zaś do około 45 mm długości ciała i do około 100 mm rozpiętości odnóży. Ubarwienie wykazuje dymorfizm płciowy, jak i zmienność w trakcie rozwoju. Dorosły samiec jest gęsto i długo owłosiony, ubarwiony jednolicie jasnobrązowo, brązowo lub stalowoszaro z pomarańczowymi wierzchołkami stóp. Dorosła samica jest mniej włochata; dominuje u niej barwa beżowa i bladoróżowa z czarnym wzorem na opistosomie (odwłoku) i częściowo złocistą barwą szczecinek. Niewiele dłuższy niż szeroki karapaks ma lekko wyniesioną część głowową, wyraźne rowki tułowiowe oraz głębokie i proste jamki. Oczy pary przednio-środkowej leżą na tej samej wysokości co pary przednio-bocznej, a pary tylno-bocznej bardziej z przodu niż pary tylno-środkowej. Nadustek nie występuje. Szczękoczułki mają na przednich krawędziach rowków 10 ząbków, a w częściach przednio-brzusznych szereg od 5 do 6 długich, nitkowatych szczecinek strydulacyjnych. Narząd strydulacyjny szczęk u samca składa się z od 9 do 10 grubych szczecinek na planie półksiężycowatej linii i obecnych za nimi 10 szczecinek smuklejszych, u samicy zaś z 15 szczecinek grubych i od 8 do 10 szczecinek smukłych; najdłuższe ze szczecinek grubych są bocznie spłaszczone, na wierzchołkach pomarszczone. Odnóża pary pierwszej i ostatniej są najdłuższe i równych długości, zaś pary trzeciej najkrótsze. Stopy wszystkich par odnóży oraz nadstopia dwóch pierwszych par mają całkowite skopule, nadstopia pary ostatniej mają skopule zajmujące tylko odsiebną ⅓ długości, a te pary trzeciej mają skopule zajmujące odsiebne ⅔ długości.
Samce mają na goleniach pierwszej pary odnóży apofizy (haki) goleniowe złożone z dwóch gałęzi, z których tylno-boczna jest dłuższa, u podstawy szeroka i dalej gwałtownie zwężona ku szczytowi; za tylno-boczną gałęzią znajduje się wyraźny, zaokrąglony guzek. Kulisty bulbus ma małe subtegulum. Około 2,9 raza dłuższy od tegulum embolus ma część dosiebną prostą, odsiebną ⅓ delikatnie zakrzywioną i zwęża się ku mniej więcej prostemu wierzchołkowi.
Genitalia samicy mają dwie całkowicie odseparowane, mniej więcej proste spermateki z jednym lub dwoma okrągławymi, słabo zesklerotyzowanymi płatkami w części środkowej oraz palcowatym, zesklerotyzowanym płatem wierzchołkowym. Szerokość spermateki przed płatem wierzchołkowym jest niemal tak duża jak u podstawy.

## Rozprzestrzenienie
Gatunek neotropikalny, znany z Panamy oraz Kolumbii, w tym z departamentów: Bolívar, Boyacá, Chocó, Sucre i Tolima.

## Hodowla
Dorosły osobnik wymaga pionowego terrarium o minimalnych wymiarach 25×25×40 cm z elementem wystroju ułatwiającym konstrukcję gniazda. Zaleca się temperaturę 26–29°C oraz wilgotność około 85%. Samica osiąga dojrzałość płciową około 10 wylinki. Kokon jajowy buduje średnio dwa miesiące po kopulacji i przeciętnie zawiera on około 100 jaj. Długość życia u samic dochodzi do 15 lat, u samców do 1,5 roku od ostatniej wylinki. Ptasznik jest stosunkowo słabo jadowity i nieagresywny, jednak ze względu na szybkość i skoczność nie jest zalecany dla początkujących.